# Gete Wami
Getenesh (Gete) Wami (Debre Birhan, 11 december 1974) is een voormalige Ethiopische langeafstandsloopster, voormalig wereldkampioene veldlopen en meervoudig medaillewinnares op de Olympische Spelen, waaraan zij viermaal deelnam en waarbij zij een zilveren en twee bronzen medailles veroverde.

## Biografie

### Eerste successen
Wami's eerste grote succes behaalde ze in 1992 in Seoel, toen ze met een tijd van 32.41,57 vicewereldkampioene werd bij de junioren op de 10.000 m achter Wang Junxia.
Op de Afrikaanse kampioenschappen in 1993 won ze een bronzen medaille op de 10.000 m. In 1996 en 1999 werd ze wereldkampioene veldlopen (lange afstand). Op de wereldkampioenschappen in 1999 in Sevilla won ze goud op de 10.000 m voor Paula Radcliffe en Tegla Loroupe. Het jaar erop vestigde Gete Wami op de 5000 m met 14.30,88 een Afrikaans record in Heusden.

### Eremetaal op Olympische Spelen
Op de Olympische Spelen van Atlanta in 1996 veroverde Gete Wami een bronzen medaille op de 10.000 m achter de Portugese Fernanda Ribeiro (goud) en de Chinese Wang Junxia (zilver). Vier jaar later op de Olympische Spelen van Sydney in 2000 won ze wederom brons, maar ditmaal op de 5000 m achter de Roemeense Gabriela Szabó (goud) en de Ierse Sonia O'Sullivan (zilver). Daar voegde zij een zilveren medaille op de 10.000 m aan toe in de persoonlijke recordtijd van 30.22,48 achter haar landgenote Derartu Tulu (goud) en voor de Portugese Fernanda Ribeiro (brons).

### Wereldkampioene
In 2001 werd Wami wereldkampioene veldlopen (korte afstand) en zoals het jaar ervoor vicewereldkampioene veldlopen (lange afstand). Dat jaar veroverde ze bovendien een bronzen medaille bij de WK in Edmonton. Op de 10.000 m finishte ze achter Derartu Tulu en Berhane Adere.
In 2002 won ze de marathon van Amsterdam in 2:22.19 en in 2006 de marathon van Berlijn in 2:21.34. Beide tijden waren een Ethiopisch record, waarbij de tweede tijd kort hierna verbroken werd op de Chicago Marathon.
Gete Wami wilde op 16 november 2006 op de Zevenheuvelenloop het wereldrecord breken op de 15 km. Ze slaagde hierin niet en finishte als tweede achter Mestawet Tufa, die 47.22 liep. Op 4 november 2007 werd ze tweede op de New York City Marathon in 2:23.32 achter Paula Radcliffe, die de wedstrijd won in 2:23.09. Met deze overwinning verzekerde ze zich van de eindoverwinning in de World Marathon Majors.
Op de Olympische Spelen van 2008 in Peking nam ze deel aan de marathon, maar moest ze de wedstrijd voor de finish opgeven.
Haar laatste grote wedstrijd was de marathon van Londen in 2009, waar zij in 2:26.54 op de negende plaats finishte. 

### Privé
In 1999 trouwde Wami met oud-atleet en trainer Getaneh Tessema. Samen hebben zij sinds 2003 een dochter.

## Titels
- Wereldkampioene 10.000 m - 1999
- Wereldkampioene veldlopen (lange afstand) - 1996, 1999
- Wereldkampioene veldlopen (korte afstand) - 2001
- Afrikaanse Spelen kampioene 10.000 m - 1999
- Ethiopisch kampioene 5000 m - 2000
- Ethiopisch kampioene 10.000 m - 1999
- Ethiopisch kampioene veldlopen - 2001

## Persoonlijke records
Baan
| Onderdeel | Prestatie        | Datum             | Plaats    |
| --------- | ---------------- | ----------------- | --------- |
| 1500 m    | 4.01,47          | 19 juli 1998      | Stuttgart |
| 3000 m    | 8.27,62          | 17 augustus 2001  | Zürich    |
| 5000 m    | 14.30,88 (ex-AR) | 5 augustus 2000   | Heusden   |
| 10.000 m  | 30.22,48         | 30 september 2000 | Sydney    |

Weg
| Onderdeel      | Prestatie       | Datum             | Plaats   |
| -------------- | --------------- | ----------------- | -------- |
| 8 km           | 25.07           | 14 april 2001     | Balmoral |
| 5 Eng. mijl    | 25.14           | 14 april 2001     | Balmoral |
| 20 km          | 1:06.41         | 24 september 2006 | Berlijn  |
| halve marathon | 1:10.22         | 24 september 2006 | Berlijn  |
| 25 km          | 1:23.14         | 24 september 2006 | Berlijn  |
| 30 km          | 1:40.01         | 24 september 2006 | Berlijn  |
| marathon       | 2:21.34 (ex-NR) | 24 september 2006 | Berlijn  |

Indoor
| Onderdeel | Prestatie | Datum            | Plaats    |
| --------- | --------- | ---------------- | --------- |
| 1500 m    | 4.12,27   | 27 januari 2001  | Karlsruhe |
| 3000 m    | 8.43,38   | 2 februari 2001  | Erfurt    |
| 5000 m    | 14.49,36  | 11 februari 2001 | Dortmund  |

## Palmares

### 3000 m
Kampioenschappen
- 1998:  Grand Prix finale – 8.40,11

Golden League – podiumplekken
- 1999:  Bislett Games – 8.29,83
- 1999:  Golden Gala – 8.29,72
- 2001:  Memorial Van Damme – 8.31,40

### 5000 m
Kampioenschappen
- 1996:  Grand Prix finale – 14.55,78
- 2000:  OS – 14.42,23

Golden League – podiumplekken
- 1996:  Golden Gala – 14.56,48
- 1996:  ISTAF – 15.05,21
- 1997:  Bislett Games – 14.55,03
- 1998:  Golden Gala – 14.44,51
- 1998:  ISTAF – 14.36,08
- 2001:  ISTAF – 14.31,69

### 10.000 m
- 1992: 4e Afrikaanse kamp. – 32.34,68
- 1992:  WK U20 – 32.41,57
- 1995: 18e WK – 32.56,94
- 1995:  Afrikaanse Spelen – 33.17,96
- 1996:  OS – 31.06,65
- 1997: 4e WK – 32.05,73
- 1999:  Ethiopische kamp. – 32.21,07
- 1999:  WK – 30.24,56
- 1999:  Afrikaanse Spelen – 32.08,15
- 2000:  OS – 30.22,48
- 2001:  WK – 31.49,98

### 5 km
- 1995:  Bupa International Road Race in Portsmouth – 15.48
- 1995: 5e Schweizer Frauenlauf in Berne – 15.55
- 1996:  Schweizer Frauenlauf in Bern – 15.27,9
- 1997:  Schweizer Frauenlauf in Bern – 15.34,6
- 1997:  Boclassic International Silvesterlauf in Bolzano – 16.02
- 1998:  Schweizer Frauenlauf in Bern – 15.33,8
- 1999:  San Silvestro Boclassic in Bolzano – 15.50

### 10 km
- 1992:  São Silvestre de Luanda – onbekend
- 1999:  Avon Running New York Mini Marathon – 32.00
- 2002:  Million Dollar Road Race in Doha – 32.27
- 2006:  Great Manchester Run – 31.13
- 2006:  Circle of Friends New York Mini – 31.55,1
- 2006:  Great Women's Run in Sundarland – 33.43
- 2006:  Peachtree Road Race in Atlanta – 31.55

### 15 km
- 2000:  Zevenheuvelenloop – 48.32
- 2006:  Utica Boilermaker – 49.31
- 2006:  Zevenheuvelenloop – 47.31

### 10 Eng. mijl
- 1996: 7e Dam tot Damloop – 54.11
- 2005:  Dam tot Damloop – 51.30

### halve marathon
- 1994:  halve marathon van Pistoia – 1:18.46
- 2006:  halve marathon van Granollers – 1:10.24,2
- 2007:  halve marathon van Egmond – 1:13.25
- 2007:  halve marathon van Coamo – 1:14.14
- 2008:  halve marathon van Abu Dhabi – 1:11.30
- 2008:  halve marathon van South Shields – 1:08.51

### marathon
- 2002:  marathon van Amsterdam – 2:22.19
- 2004: 8e marathon van Tokio – 2:32.07
- 2005:  marathon van San Diego – 2:30.55
- 2005: 7e New York City Marathon – 2:27.40
- 2006:  marathon van Los Angeles – 2:25.26
- 2006:  marathon van Berlijn – 2:21.34
- 2007:  marathon van Londen – 2:21.45
- 2007:  marathon van Berlijn – 2:23.17
- 2007:  New York City Marathon – 2:23.32
- 2008:  marathon van Londen – 2:25.37
- 2008: 6e New York City Marathon – 2:29.25
- 2008: DNF OS
- 2009: 9e marathon van Londen – 2:26.54

### veldlopen
- 1991: 5e WK junioren in Antwerpen – 14.33
- 1992: 9e WK Junior in Boston – 14.04
- 1994: 34e WK in Boedapest – 21.38
- 1995: 5e WK in Durham – 20.49
- 1995:  Warandeloop – 16.43
- 1996:  WK in Stellenbosch – 21.12
- 1996:  Warendeloop – 20.36
- 1997:  WK in Turijn (lange afstand) – 21.00
- 1997:  Warandeloop – 20.24
- 1998:  WK in Marrakech (lange afstand) – 25.49
- 1999:  WK in Belfast (lange afstand) – 28.00
- 2000:  WK in Vilamoura (lange afstand) – 25.48
- 2001:  WK in Oostende (lange afstand) – 27.52
- 2001:  WK in Oostende (korte afstand) – 14.46
- 2005: 8e WK in Saint Galmier – 27.20

1987 Ingrid Kristiansen ·
1991 Liz McColgan ·
1993 Wang Junxia ·
1995 Fernanda Ribeiro ·
1997 Sally Barsosio ·
1999 Gete Wami ·
2001 Derartu Tulu ·
2003 Berhane Adere ·
2005 Tirunesh Dibaba ·
2007 Tirunesh Dibaba ·
2009 Linet Masai ·
2011 Vivian Cheruiyot ·
2013 Tirunesh Dibaba ·
2015 Vivian Cheruiyot ·
2017: Almaz Ayana ·
2019 Sifan Hassan ·
2022 Letesenbet Gidey ·
2023 Gudaf Tsegay